# Rastrojero
Se conoce con el nombre de Rastrojero a una serie de utilitarios fabricados y desarrollados en Argentina, primeramente por Industrias Aeronáuticas y Mecánicas del Estado (IAME), luego por la Dirección Nacional de Fabricaciones e Investigaciones Aeronáuticas (DINFIA) y finalmente por Industrias Mecánicas del Estado (IME).  
Se trató de una serie de vehículos diseñados y desarrollados para ser utilizados como utilitarios de carga, siendo años más tarde desarrolladas versiones para transporte de pasajeros. El primer diseño y desarrollo del Rastrojero, fue obra de los ingenieros Raúl Gómez, Rubí Lutereau y Félix Santiago Sanguinetti, a pedido del entonces Presidente Juan Domingo Perón. 
Su nombre hace alusión a la acción del vehículo de marchar sobre el residuo de la cosecha, conocido como «rastrojo», siendo a su vez el objetivo principal para el que fuera diseñado, ya que su desarrollo estuvo destinado a la movilización de la producción agrícola argentina de manera eficiente, a la vez de ser un vehículo pensado para su adquisición por parte de las clases más bajas de la sociedad, debido a su relativo bajo costo de mantenimiento.

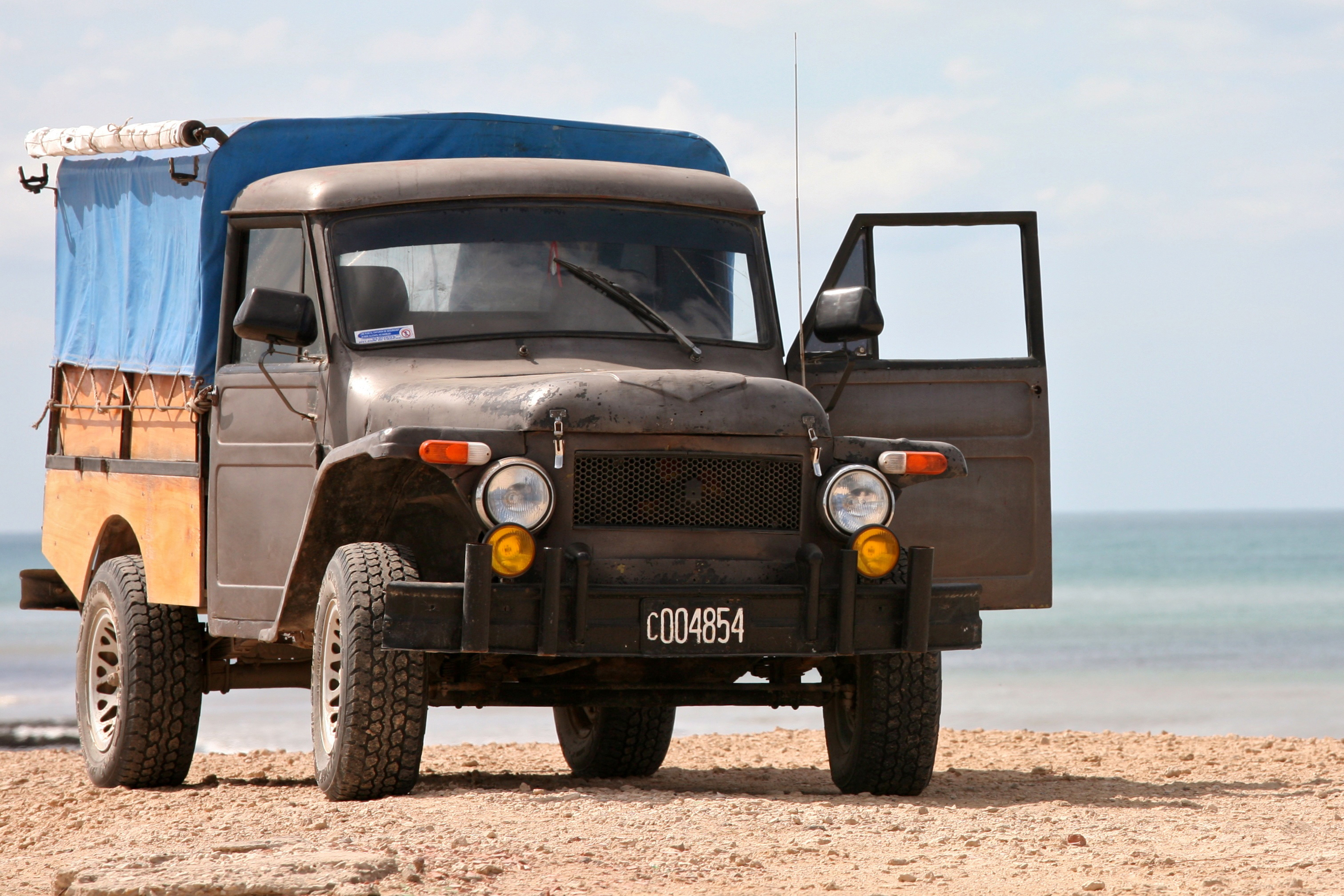
Rastrojero (1952-1967)

La primera generación del Rastrojero fue desarrollada a partir de los resabios que quedaron de una adquisición realizada por el Estado argentino a la empresa estadounidense Empire Tractor Corp, consistente en casi 2500 tractores. Tales máquinas terminaron siendo desechadas por el Estado, debido a que no estaban desarrolladas para realizar tareas agrícolas, sino más bien para acarrear armamento militar. Finalmente, sus elementos mecánicos tales como el motor naftero (gasolina) Willys de 4 cilindros y la caja de cambios de estos tractores, fueron utilizados para la motorización de las primeras unidades del Rastrojero.
Al finalizar el stock de alrededor de 2500 motores Willys nafteros (gasolina) procedentes de los tractores Empire, en 1954 el Gobierno llamó a un concurso para empresas, con el fin de sellar un acuerdo de proveedor de impulsores (motores) para continuar con la producción del Rastrojero. Si bien cuatro fueron las empresas que respondieron al llamado (Jenbach, Perkins, Fiat y Borgward), el encargado de hacer las comparaciones y tomar una decisión al respecto fue el ingeniero Félix Sanguinetti, y la motorización elegida resultó ser la alemana Borgward, que presentó y desarrolló un impulsor diésel que permitió alargar la producción del Rastrojero, a la vez de permitir una reducción considerable en sus costos.
Según el propio Ingeniero Félix Sanguinetti, en una entrevista realizada poco antes de fallecer a los 99 años de edad, comentó que el motor Borgward resultada ser el más adecuado, 
Porque "el Perkins era un motor pesado y el Fiat era lento", por ello el motor alemán era el más adecuado para el Rastrojero. Y entre las ventajas que ofreció la empresa Borgward es que tuvo el compromiso de instalarse en Argentina, para la producción local de esos motores, por lo que se fundó en la zona de Isidro Casanova, Partido de La Matanza, la planta industrial Borgward  - Argentina S.A., en un predio de 19 hectáreas, donde se produjeron inicialmente los motores Borgward de 42 HP de potencia, y luego en el año 1965 los Borgward 52 HP.
El Rastrojero cuando incorporó a los motores Borgward de 42 HP comenzó a popularizarse sobre todo por la diferencia que se notaba en su consumo, dado que este vehículo de trabajo gastaba menos cantidad de litros que los nafteros (gasolina), y como el valor del gasoil (diesel) no tenía impuestos este vehículo "Rastrojero Diesel" marcó una diferencia importante al momento de prestar servicios, debido a la tremenda diferencia de costos de 10 a 1 (nafta - Gasoil) gracias a que el gasoil no tenía impuestos, por lo que la motorización de 52 HP permitió al Rastrojero tener un mejor desempeño sobre todo cuando estaba cargado.
Fue a partir de 1968 que los Rastrojeros tuvieron un cambio total en el diseño de carrocería, pasando del reconocido "Carucita" a los que fueron denominados por el público los "Caburé", dado este apodo que se le dio por los faros triangulares, que vistos de frente se asemejan a la mirada de una lechuza. De esta manera los Rastrojeros con el nuevo formato de carrocería totalmente de chapa (lámina de acero) pasaron a formar parte del mercado automotriz con una presencia diferente, asemejándose a las modernas camionetas que se vendían por aquellos tiempos. Los "Caburé" tenían una carrocería integral, toda de chapa, aunque obviamente continuaron saliendo también las versiones con las tradicionales cajas de madera (de Pino Paraná).
Este nuevo diseño de faros triangulares fue logrado por un equipo de ingenieros y diseñadores italianos, que fueron especialmente contratados por la IME, quienes trabajaron por meses en un galpón separado de la línea de producción, hasta que ese nuevo formato fue presentado en sociedad a partir de 1968. Estando estos "Caburé" motorizados inicialmente con los ya conocidos Borgward 52 HP, y a partir de 1971 con los Indenor 4.88 de origen francés.

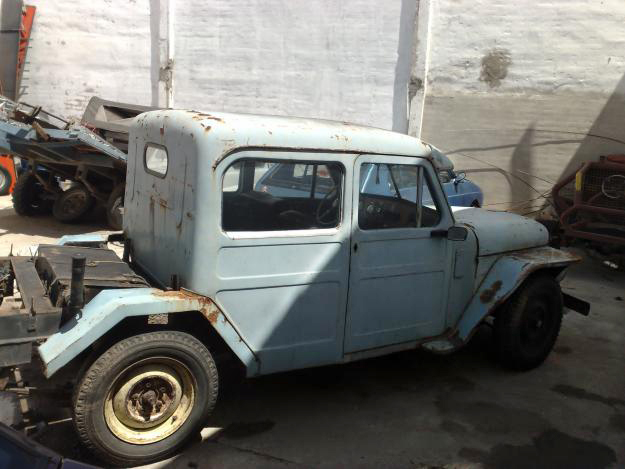
Rastrojero Diésel NP66 Doble cabina (1965-1969)

Fue producido desde 1952 hasta 1956 por Industrias Aeronáuticas y Mecánicas del Estado (IAME). Tras la "Revolución Libertadora" de 1955 hubo una redenominación de esta última, y pasó a llamarse Dirección Nacional de Fabricaciones e Investigaciones Aeronáuticas (DINFIA), su producción siguió de 1956 a 1967. Finalmente y tras la separación de DINFIA entre la Fábrica Argentina de Aviones (FAdeA) e Industrias Mecánicas del Estado (IME), esta última continuó su producción desde 1967 hasta su desaparición definitiva en 1980.
En la actualidad, el Rastrojero es considerado como el más característico símbolo del ingenio y la producción automotriz argentina, ya que su desarrollo y producción fueron la "piedra angular" de la primera industria metalmecánica del Estado argentino, habiendo también coincidido el final de su producción con la decisión del desmantelamiento de Industrias Mecánicas del Estado, llevado adelante por el Gobierno de Facto que gobernaba en Argentina en el año 1980.

## Primera generación (1952-1967)

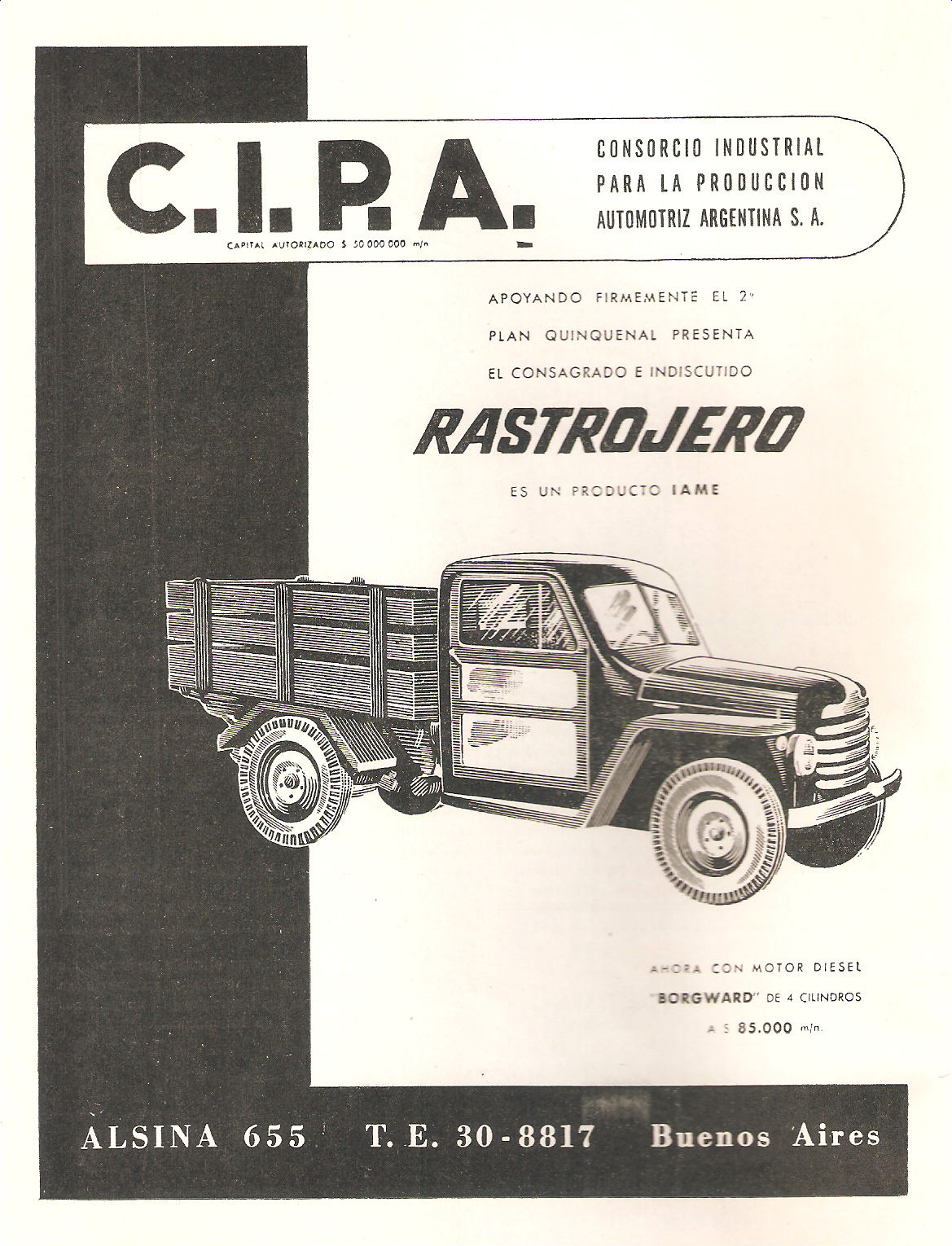
Publicidad del año 1954.

El Rastrojero nació como un proyecto impulsado por la empresa estatal IME (Industrias Mecánicas del Estado), durante la época de estímulo a la explotación de la mano de obra local y fomento a la industria nacional, durante la presidencia del General Juan Domingo Perón. Para la producción de este vehículo, se utilizó una partida de tractores Empire, que habían sido adquiridos por el Gobierno Nacional en Estados Unidos, unos años después de finalizada la Segunda Guerra Mundial. Estos tractores tenían un problema en su diseño que no permitía que este fuera utilizado, por lo que terminaron archivados en un galpón. Finalmente, estos tractores fueron reconvertidos por un grupo de técnicos e ingenieros que trabajaron en el armado de un nuevo vehículo.
El primer Rastrojero en ver la luz se estrenó en el año 1952. El mismo estaba equipado con el motor que utilizaran estos tractores, un Willys Overland naftero de 2.2 litros, y estaba montado a un chasis similar a los antiguos Ford '37. Su carrocería constaba de una pequeña caja de madera con capacidad para media tonelada de carga, y una cabina que rememoraba a las antiguas cupés norteamericanas. Su aspecto era demasiado rústico, pero resultaba fiable a la hora de trabajar en el campo.

Luego de dos años de producción, la demanda de Rastrojeros creció a pasos agigantados, por lo que se evaluó la posibilidad de realizar un cambio de motor, ante el inminente fin del stock de los motores Willys. Fue así que en 1954, comenzó a fabricarse la versión más popular: El Rastrojero Diésel. 
Este utilitario venía equipado con un motor diésel Borgward D4M de 1758 cm³, el cual ofrecía 42 HP de potencia. Fue el modelo de Rastrojero más fabricado y vendido sobrepasando las 26 mil unidades. Finalmente, en 1968 la producción de este modelo fue reemplazada por un modelo de Rastrojero más moderno. Los diferentes modelos vendidos fueron el Rastrojero Willys, el Rastrojero Diésel NP62 (con caja de madera), el Rastrojero Diésel NP66 (con caja metálica) y el Rastrojero Diésel NP66 Doble cabina.

## Segunda generación (1969-1979)
Finalmente, en el año 1968 el Rastrojero tuvo un acertado rediseño total en su carrocería. El nuevo modelo ahora tomaba el aspecto de un vehículo más duro que el anterior. 
Su diseño presentaba una carrocería fabricada totalmente en acero, en la cual la cabina y la caja estaban unidas en un solo cuerpo. Sin embargo, también hubo modelos que presentaron cajas de madera estructurada. 
Además de su estética, en lo que a su mecánica se refería también había novedades. El nuevo modelo venía equipado con un motor Indenor XD 4.88 gasolero de origen francés fabricado por la empresa Indenor, equipado a una caja de cambios de 4 velocidades. A pesar de este cambio de motor, Borgward siguió proveyendo cajas de cambio.

Sin embargo, a pesar de varios intentos por parte del Ministerio de Aeronáutica y luego del de Defensa por detener su producción, además de sabotajes por parte del ámbito sindical, el Rastrojero continuó en su línea de montaje. Los ingenieros, técnicos y empleados de la fábrica no permitieron que eso suceda, garantizando su producción hasta 1979. Durante este tiempo, la evolución del modelo estuvo muy frenada a causa de estos intentos de cortar su producción, aunque a pesar de ello, fue significativa la evolución de su planta de poder, comenzando por aquel motor naftero de 65 HP, pasando por el Diésel Borgward de 42 HP y terminando con el Diésel Indenor de 60 HP.

También, la fábrica en ese entonces había sacado a la venta diferentes modelos diseñados sobre la base del Rastrojero, entre los que se destaca un camión frontal similar a un modelo IKA, un furgón basado en este camión, y el Rastrojero Conosur, un automóvil diseñado a partir de la segunda generación del Rastrojero y que fue destinado exclusivamente para ser empleado en las flotas de taxis. (Las tapas de baúl de los Conosur eran las que quedaban de las transformaciones de los Torinos de IKA que modificaba la empresa carrocera Lutteral, que era la que hacía los Torinos Lutteral Comahue, entre otros modelos, que incluían hasta una rural Torino).

La empresa carrocera encargada de la fabricación de los Conosur destinados a Taxis fue BernaMetal, de la zona de Bernal. Y los modelos de Rastrojeros doble cabina fueron fabricados también por varias empresas carroceras, entre ellas El Detalle en la zona de Martínez y también los doble cabina fueron fabricados en La Flor, una empresa carrocera establecida en la ciudad de Luján. Teniendo todos estos modelos garantía de la fábrica IME, siendo en su gran mayoría destinados a prestar servicios en diferentes entes del Estado.

## El último diseño de los rastrojeros
Ya para 1974 hubo un rediseño de la trompa de los Rastrojeros, pasando de los faros con caretas cromadas triangulares a tener faros redondos con caretas cuadradas cromadas, además de una parrilla rectangular dividida en dos partes una encima de la otra. 
Hacia 1978, los directivos de IME avanzaban en un acuerdo con Peugeot para desarrollar en forma conjunta una nueva versión del Rastrojero. Incluso, ya se ensayaba con un prototipo de pruebas en la planta francesa de Mulhausen. Al parecer, sólo faltaba solucionar problemas con el sistema de frenos, antes de que la nueva pick up nacional comenzara a rodar por caminos de otros continentes. No obstante lo cual, por disposición del autodenominado Proceso de Reorganización Nacional que imperaba en Argentina, la producción del Rastrojero y de todos sus derivados fue suspendida el 22 de mayo de 1979.

El prototipo que también quedó sin llegar a la producción fue el Rastrojero doble tracción, que estaba pensado para el Ejército argentino, un vehículo con tracción en las cuatro ruedas de los cuales las tres unidades preparadas tuvieron diferentes destinos, y hasta donde sabemos una de ellas fue enviada a África para ser probada en condiciones extremas, pero los pilotos de prueba la dejaron abandonada en medio del desierto en un convulsionado país africano en medio de una revolución, por lo que la decisión de todos fue salvar sus vidas ante un inminente ataque, dado que evidentemente se trataba de un vehículo del tipo militar, lo que lo hacía blanco seguro de cualquier atentado.
De los otros dos prototipos hay diferentes versiones, que uno de ellos también fue enviado a la Peugeot de Francia, y que la otra unidad aún estaría en Córdoba, pero de esto nada hay seguro. Vale mencionar que a la empresa Peugeot Francia la República Argentina tuvo que pagarle una indemnización tras la cancelación del proyecto del nuevo Rastrojero, ya que la automotriz había prestado sus servicios como especialista en la materia a la empresa estatal IME.

## Fin de la empresa estatal
En 1979, durante dictadura cívico-militar de Jorge Rafael Videla, y con la presencia en el ministerio de economía de José Alfredo Martínez de Hoz se liquidó a la empresa estatal IME, terminando así con la producción de los conocidos Rastrojeros. El gobierno nacional a través del Ministerio de Defensa llamó a licitación para la venta del patrimonio, y la empresa Lo Giudice-Pace ganó la licitación, adquiriendo todo el herramental y el stock remanente, y eran conocidos Lo Giudice & Pace como chatarreros, pero como fueron entusiasmados por la cadena de concesionarios oficiales IME la historia del Rastrojero continuó, ya que trasladaron los materiales a la ciudad de Villa Gobernador Gálvez, y allí se fabricaron los conocidos LGP.
Al momento de cerrarse su fabricación los Rastrojeros representaban 78% del mercado de las camionetas Diésel del país, por lo que llegó a liderar el mercado nacional en su segmento, con dos generaciones y varias versiones que incluso se exportaron a Cuba, Chile, Perú, Uruguay y Bolivia.

## Etapa privada
La producción estuvo a cargo de un grupo de concesionarios, que sin línea de montaje y empleando a unos 30 operarios, realizaban el armado de los Rastrojeros empleando el stock remanente y recurriendo también a proveedores externos que aún fabricaban muchas de las autopartes. Para la motorización también se recurrió al stock de algunos propulsores Indenor más algunos que se trajeron desde la República Oriental del Uruguay, por medio de la Borgward Uruguay. De acuerdo a la legislación vigente, estas unidades eran consideradas como "armadas fuera de fábrica".
La realidad indicaba que no se trataba de una verdadera producción en serie y poco tiempo después se concluyó la actividad. 
Sin embargo, la empresa sanjuanina Imetal S.A., perteneciente al grupo Massey Ferguson, presentó en 1989 a los conocidos utilitarios, esta vez rebautizados con el autóctono nombre de Ranquel, pero ya fabricados en provincia de San Juan. Poco tiempo después se abandonó la producción definitivamente, dado que el Ranquel quedó fuera de precio de mercado, porque en ese entonces había salido la Pickup Peugeot 504 Diesel, y el público optó por la camioneta de origen francés.
El Ranquel tenía la motorización diésel de los Perkins Prima, y algunos salieron equipados con los motores VM turbo de 90 HP que eran conocidos como los Borgward turbo, porque eran importados por la Borgward Argentina S.A., pero en realidad se trataba de los motores italianos Vancelli-Martelli, con cuatro tapas de cilindro individuales, los que también fueron utilizados por la fábrica Ford para equipar Falcon, las Rancheras y sus pickup F100, pero la Borgward - Argentina S.A. por problemas de trámites de importación no pudo cumplir con las cantidades acordadas y la empresa Ford desarmó esa línea de producción. Ofreciéndose entonces el remanente de motores en los concesionarios oficiales, para el reemplazo de los nafteros de 6 en línea y los 8 cilindros en "V", debido al alto costo de la nafta, con garantía de fábrica. Y así fueron utilizados, aunque había que cambiar la relación de caja y diferencial para una mejor adaptación en las F100. Pero, los VM Vancelli-Martelli turbo se adaptaron de manera fenomenal en los Rastrojeros, porque le otorgó una mejora muy marcada en potencia y velocidad final.

## Resurgimiento: Eléctrico
En el 2014 el empresario argentino Carlos Ptaschne aceptó el desafío de crear una nueva versión del Rastrojero, esta vez eléctrico. Actualmente el proyecto esta en pleno progreso.
La marca Rastrojero se encontraba registrada inicialmente por el Estado argentino, pero tras el cierre de la IME todo quedó en un limbo legal tras años de abandono. Y gracias a una serie de trámites legales en el Instituto Nacional de la Propiedad Intelectual la denominación Rastrojero quedó reservada en algunos rubros a nombre de Carlos Ptaschne, con una participación de Osvaldo Cabral en uno de esos rubros (participación denegada), tal como se muestra en la página oficial del INPI.
Se informó que el vehículo será eléctrico, tendrá batería de litio y contará con una autonomía de 300 kilómetros. Podrá cargar hasta una tonelada y las barandas de la zona de carga serán rebatibles para adoptar forma de mesa y banquetas. Se estima que podrán fabricar entre 30 y 35 unidades diarias.
En marzo de ese mismo año se anunciaron nuevos detalles como una autonomía aumentada a 400 kilómetros, palanca de cambios al volante y su velocidad no superará los 115 km/h. En tanto la producción se estima en el año 2025. 
Se informó que están finalizados todos los estudios previos tanto técnicos como de mercado, y se encuentra concluyendo la conceptualización del chasis.

## Motorizaciones

### Gasolina (1952-1954)
- Motor: Willys-Overland
- Ciclo: 4 tiempos, válvulas laterales
- Ubicación: delantero longitudinal
- Cilindrada (cm³): 2.199
- Cilindros: 4
- Diám. x Carr. (mm): 79,3 x 111,1
- Relación de Compresión: 7,5:1
- Potencia (CV): 65
- Régimen (r.p. m.): 4.000
- Combustible: nafta bajo octanaje
- Sistema de Combustible: carburador Carter W 01
- Velocidades: 3

### Diésel NP 62 (1954-1965)
- Motor: Borgward D4M 1,8
- Ciclo: diésel, válvulas a la cabeza
- Ubicación: delantero longitudinal
- Cilindrada (cm³): 1.758
- Cilindros: 4
- Diámetro x Carrera (mm): 78 x 92
- Relación de Compresión: 19,8:1
- Potencia (CV): 42
- Régimen (r.p. m.): 3.400
- Par Motor (mkg): 10,5
- Régimen (r.p. m.): 2200
- Combustible: GasOil
- Sistema de Combustible: inyección indirecta Bosch FP / KE 22 A
- Velocidades: 4

### Diésel NP 66 (1965-1969)
- Motor: Borgward D301 E1
- Ciclo: diésel, válvulas a la cabeza
- Ubicación: delantero longitudinal
- Cilindrada (cm³): 1.797
- Cilindros: 4
- Diámetro x Carrera (mm): 78 x 94
- Relación de Compresión: 19,8:1
- Potencia (CV): 52
- Régimen (r.p. m.): 4.000
- Par Motor (mkg): 10,8
- Régimen (r.p. m.): 2.300
- Combustible: GasOil
- Sistema de Combustible: inyección indirecta Bosch FP / KE22 M6
- Velocidades: 4

## Características generales
- Tracción: trasera
- Refrigeración: agua (8 L)
- Relación Final: 4,75:1 (desde unidad N.º 12.000 4,22:1)
- Capacidad Combustible (L): 70
- Peso Vacío (kg): 1.270
- Largo (mm): 4.650
- Ancho (mm): 1.690
- Alto (mm): 1.660
- Distancia entre Ejes (mm): 2.680
- Trocha Delantera (mm): 1.490 (1.470 NP 66)
- Trocha Trasera (mm): 1.490 (1.430 NP 66)
- Frenos (Del/Tras): tambor/tambor
- Dirección: tornillo sin fin
- Suspensión Delantera: paralelogramo deformable, elástico transversal
- Suspensión Trasera: eje rígido, elásticos longitudinales
- Neumáticos: 6.00 x 16"
- Generador Eléctrico: dínamo 12 V 130 W (160 W NP 66)
- Capacidad de Carga: 500 kg (650 kg NP 66)
- Consumo Promedio (km/L): 15,5 *
- Aceleración 0 a 90 km/h (s): 40,2 *
- Velocidad Máxima (km/h): 103 *

## Motor Indenor 4 (1971-1980)
En 1968 se rediseñó totalmente la carrocería, lo que hizo pasar al Rastrojero al mercado a la par de las modernas camionetas de la época, dejando atrás el tradicional formato ofreciéndose la nueva pickup liviana en varias versiones: caja de madera; caja metálica integrada en una sola pieza con cabina; chasis con cabina, furgón, ambulancia, rural y doble cabina con 2, 3 o cuatro puertas, las primeras versiones con motor Borgward y luego de 1971 ya con motor Indenor de origen francés.

En 1973 se le efectuaron cambios menores en la carrocería, y se rediseñó el frente y parte posterior. Por lo que los faros triangulares pasaron a ser cuadrados y la parrilla pasó a estar divididas en dos partes, de manera horizontal una encima de la otra.
- Motor: Indenor XD 4.88
- Ciclo: diésel, árbol de levas lateral válvulas a la cabeza
- Ubicación: delantero longitudinal (inclinado 45°)
- Cilindrada (cm³): 1946
- Número de Cilindros: 4
- Diámetro x Carrera (mm): 88 x 80
- Relación de Compresión: 21,0 : 1
- Potencia: 60 HP (DIN)
- Régimen (r.p. m.): 4500
- Par Motor (mkg): 12,1
- Régimen (rpm): 2.250

## Detalle de la procedencia de las autopartes[6]
| Detalles       | Prototipo 1952                                | Modelo a Gasolina (Nafta) - 1953 | Modelo a Diésel - 1954      |
| -------------- | --------------------------------------------- | -------------------------------- | --------------------------- |
| Chasis         | Instituto Aerotécnico (AR)                    | Autoar (AR)                      | Autoar (AR)                 |
| Motor          | Willys (EE. UU.)                              | Willys (EE. UU.)                 | Borgward (AR/DE)            |
| Transmisión    | Empire (EE. UU.)                              | Empire (EE. UU.)                 | Borgward (AR/DE)            |
| Caja de vel.   | Empire (EE. UU.)                              | Empire (EE. UU.)                 | Borgward (AR/DE)            |
| Amortiguadores | Origen (EE. UU.)                              | Fric-Rot (AR)                    | Fric-Rot (AR)               |
| Cabina         | Instituto Aerotécnico (AR), chapa aeronáutica | IAME (AR), chapa automotriz      | IAME (AR), chapa automotriz |
| Caja de carga  | Instituto Aerotécnico (AR)                    | IAME (AR)                        | IAME (AR)                   |
| Llantas        | Origen (EE. UU.)                              | Travessaro (AR)                  | Travessaro (AR)             |

## Cantidades producidas
| Modelo                    | Unidades | Producción  |
| ------------------------- | -------- | ----------- |
| A Gasolina (Naftero)      | 2.365    | 1952 -1953  |
| Diésel NP 62              | 26.067   | 1954 - 1964 |
| Diésel NP 66              | 3.430    | 1965 - 1968 |
| Diésel NP 66 doble cabina | 704      | 1969-1979   |

## En la cultura Popular
En 2006 se lanzó un documental que recrea su historia, titulado "Rastrojero: Utopías de la Argentina Potencia", con material de archivo y entrevistas a los antiguos obreros y técnicos que produjeron el vehículo, dirigido por Miguel Colombo y Marcos Pastor.